# Вилуси (Баня-Лука)
Вилуси (серб. Вилуси / Vilusi) — село в общине Баня-Лука Республики Сербской Боснии и Герцеговины. Население составляет 135 человек по переписи 2013 года.

## История
В 1960-е и 1970-е годы численность населения резко сокращалась: из-за строительства военного полигона на Магяче жители стали массово выезжать в Баня-Луку и Воеводину.